# عجم البحرين

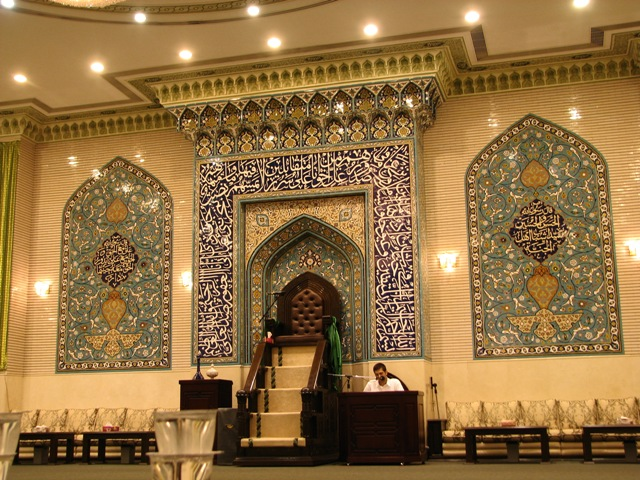
مأتم العجم الكبير في المنامة

تاريخياً سكان البحرين الاصليين هم من الشعوب السامية عموماً، ومنهم العرب. [بحاجة لمصدر] العجم هم جزء ومكون من الشعب البحريني، من غير المؤكد تاريخ استيطانهم للبحرين لكن على الأرجح أنه عبر طريقين. الطريق الأول هو عبر الاستعمار الفارسي وذلك عندما احتلت فارس مناطق واسعة خارج إيران، ثم لاحقا أصبحت فارس تحكم إيران عن طريق والي عربي واستمرت الهجرات في تلك الفترة، ولكن نسبتهم طوال التاريخ بقيت صغيرة، فإن أغلب هجرات فرس إيران أو عرب إيران هي في العصر الحديث عبر فترات زمنية مختلفة من مناطق إيران الجنوبية وهي بوشهر وفارس ولار ولامرد، حيث انه وفي عام 1905 كان عدد الفرس والإيرانيين عموماً في البحرين 1650 فقط ، ثم استوطنوا مناطق عديدة في المنامة والمحرق، وغالبيتهم مسلمين شيعة ونسبتهم تصل إلى 20%-30% من مجموع سكان البحرين.[بحاجة لمصدر]

## التسمية
جاء في المعجم الوسيط ((العجم: خلاف العرب، الواحد عجمي، نطق بالعربية أو لم ينطق، وعلم على الفرس خاصة))

## الاستيطان
من غير المعلوم متى كانت الهجرة الأولى للبحرين ولكن الوثائق الإسلامية تشير إلى أن عندما بلغ الإسلام البحرين كان بها أربعة طوائف وهي الوثنية واليهودية والمسيحية والمجوسية ومن المعلوم بأن المجوسية كانت ديانة الفرس في البحرين آنذاك، ذكر المؤرخ العربي برهان الدين دلو في الجزء الثاني من كتابه جزيرة العرب قبل الإسلام ص 219 «فقد أشير إلى وجودهم في البحرين مثلاً في أخبار الفتوح. ذكر البلاذري أن الرسول وجه في السنة الثامنة من الهجرة العلاء الحضرمي ليدعو أهلها إلى الإسلام أو الجزية فأسلم المنذر بن ساوى وسيبخت مرزبان هجر وأسلم معهما جميع العرب هناك وبعض العجم فأما المجوس واليهود والنصارى فإنهم صالحوا العلاء»، وأشار المؤرخ الإنكليزي ويلسون إلى أن سكان البحرين في القرن الحادي عشر يتكون من الفرس والعرب، والرحالة الإنكليزي ثيودور بنيت دون في مشاهداته عن البحرين في عام 1889م بأن سكان المنامة كان بعضهم من الأثنية الفارسية.

## مناطق وفرجان العجم
فريج مشبر من الأحياء (الفرجان) القديمة في مملكة البحرين، وتحديدًا في العاصمة المنامة، حيث يقع خلف القلعة (وزارة الداخلية حاليـًا). يعتبر من أوائل الفرجان التي سكنها عجم البحرين بالإضافة إلى فريج القضيبية، وسنككي، والعدلية. يُسمى أيضـًا فريج المخارقة.
والعجم في المحرق يعيشون في فريج البنعلي، وينحدر اصول الكثير من عجم المحرق من بلده صغيره في إقليم فارس تدعى بيرم وهي إحدى بلدات مقاطعة لار وتتبعها إدارياً عدد من القرى.
البيرميه في البحرين أعدادهم أكثر من البيرميه في إيران.
وأيضًا قرية طشان ذات الأغلبية الفارسية ومدينة توبلي حيث يوجد الكثير من العجم وفضلاً عن وجودهم الكبير في المدن الكبرى كالمنامة والرفاع والمحرق.

## اللغة
يعتز العجم بقوميتهم الفارسية والكثير منهم يصر على التحدث باللغة الفارسية رغم اختلاطه باللغة العربية. فقد تعلموها جيلاً بعد جيل. وتجد الغالبية منهم يتحدث بها في الأماكن الخاصة والعامة، ويتقبل غالبية العرب من السنة والشيعة ذلك. إلا أن أحيانًا تصدر تصريحات من البعض تستنكر على العجم حقهم في التحدث بلغتهم الأم ولعل اشهرها استجواب النائب محمد إسماعيل عمادي (هولي - إخوان مسلمين) لوزير الطاقة عبد الحسين علي ميرزا (من عجم المنامة) لمنع العجم من التحدث بالفارسيه في شركة النفط بابكو. وقد استهزأ النائب بالوزير حينما قا له (چطوري جان؟) والتي تعني كيف حالك يا عزيزي؟.
يتكلم العجم اللغة الفارسية باللهجة البندارية التي تختلف قليلاً عن اللغة الفارسية الأصلية، مثال:
- لماذا؟؟ (بالفارسية: براي چه؟)، ولكن باللهجة البندارية (بالفارسية: سي چه؟).
- کیف؟؟ (بالفارسية: چطور؟)، ولكن باللهجة البندارية (بالفارسية: چطو؟).

في حين أن غالبية العجم يستخدمون حرف الشين المفعول (ای: ـه) في نهاية الفعل لتحويله لفعل الأمر إلا أن البيرميه يضعون (اِش) في بداية فعل الأمر. مثال: (بكشش) يعني اسحبه والبيرميه يقولون (اش بكش). (بزنش) يعني اضربه والبيرميه يقولون (اش بزن)
وأما بالنسبة للذين ينتمون إلى الأذر وقومية قشقاي فهم يتحدثون اللغة التركية بلهجاتها.

## انتقادات
يتهم البعض العجم بازدواجية الولاء لإيران سياسيًا وثقافيًا، حيث ينظر لهم البعض نظرة الشك والريبة ويتهمونهم بالاعتزاز بالثقافة الإيرانية والفارسية أكثر من الثقافة العربية. بالإضافة إلى تخوف البعض من اختلال التركيبة السكانية وانعكاسات ذلك على ثقافة البلد وانتمائه الثقافي والحضاري. بينما قامت السلطات البحرينية بتجنيس بعض العرب من دول أخرى للحفاظ على التركيبة السكانية.

## الحالة الاجتماعية
كان العجم يساهمون مع أشقائهم العرب في كل الأعمال في البحرين. في الغوص والبناء والتجارة. كثير من تسميات البحر كلمات فارسية الأصل. مثلاً كلمة النوخذة أو ربان السفينة. الأصل كلمة فارسية مكونة من مقطعين: ناو ويعني باخرة، ثم خدا ويعني: رب. فكلمة «ناو خدا» يعني ربان السفينة. العرب نطقوها نوخدة. القرقور أيضًا كلمة فارسية أصلها كولغير، أي مغلق ومحكم.
لو رجعنا إلى كتب التاريخ التي تناولت تاريخ البحرين في فترة العصر الجاهلي والفترة الإسلامية لرأينا هذه الكتب تشير إلى أن البحرين قد تأثرت كثيرًا بالجماعات التي كانت تعيش على جوانب حوض الخليج العربي، سواء الجماعات العربية التي تعيش على ضفاف شبه الجزيرة العربية ومدنها وبواديها أو الجماعات التي كانت تعيش في بلاد فارس ولا سيما إقليم فارس المطل مباشرة على الخليج العربي من الشرق ولذا فقد وجدت جالية فارسية تعيش في البحرين منذ القدم لها كيانها الاجتماعي والاقتصادي والديني المتمثل في الديانة المجوسية قبل مجيء الإسلام.
وأستمرت الهجرة الوافدة إلى البحرين سواء العربية منها أو الفارسية تتدفق عبر القرون حتى سنين قريبة.
وقد شكل عجم البحرين أو الجماعات المنحدرة من إيران جالية كبيرة مارست مهنة التجارة ولا سيما تجارة اللؤلؤ والسجاد والمواد الغذائية وتجارة الأغنام والماشية هذا بالنسبة للطبقة الغنية، أما الطبقة الفقيرة منهم فقد مارست مهن بسيطة كالبناء والنقل البحري والبري وكنس الشوارع، وقد أطلق سكان الخليج العربي من العرب على هؤلاء جميعًا العجم.
ربما بسبب مهاراتهم وتفوقهم على العرب في اللغة الإنجليزية ازداد أعدادهم في شركه نفط البحرين (بابكو)، وشركه ألمنيوم البحرين (ألبا).
وعلى العموم فقد عرفت الجالية ذات الجذور الإيرانية في البحرين بحبها الشديد لآل البيت وربما تعزي العديد من مظاهر المواكب الحسينية والمآتم إلى هذه الجماعات رغم أن علماء البحرين والقطيف وجبل عامر في لبنان والعراق هم الذين عرفوا الشعب الإيراني بتراث أهل البيت.
في الماضي كان تزاوج العجم من العرب نادرًا. في الستينيات والسبعينات من القرن المنصرم ومع انتشار المد اليساري تزايدت الزيجات بين العجم والعرب السنة والشيعة (البحارنه)، وبعد الثورة الإسلامية في إيران وزيادة الوعي المذهبي تزايدت الزيجات بين العجم والبحارنه وانحصر التزاوج بين العجم والعرب السنة.
قد حرمت شريحة كبيرة من العجم من الجنسية البحرينية من التوظيف ومن المنح الدراسية وطالت العجم أعمال التسفير القسري والتشريد وتم التشكيك في ولائهم. كل هذا لم يؤثر على استمرارهم وبقائهم في البلد، وبسبب ذلك اضطر العجم البدون بتسجيل أملاكهم بأسماء آخرين ممن يملكون الجنسية، وذلك بسبب أنهم لا يستطيعون تسجيل أي ملك باسمهم. (الوقت البحرينيه العدد 1346)، ومع بداية عهد الميثاق الوطني منح الملك حمد بن عيسى الكثير من العجم شرف الجنسية البحرينية (ألوطن البحرينيه).

## الدين
```
العجم في البحرين 
مسلمين
 
شيعة
، مع وجود 
مسلمين
 
سنة
 يلقبون باللهجة العامية 
هولة
 وهناك أقلية صغيرة من العجم يدينون بالبهائية واليهودية.
```

## أسماء مناطق البحرين
بعض المناطق والقرى في البحرين نحل لها أسماء عجمية وهذا يدل على أن تلك المناطق كان يسكنها العجم في القدم أو كانت تحت إدارة العجم أبان أنظمة الحكم السابقة ونذكر من هذه المناطق
- شاخورة وهي كلمة محرفة عن شاه خورا وتعني أسطبلات الملك
- باربار وبار باللغة الفارسية لها عدة معاني، منها الحمل ومنها عدد المرات. فقد تكون تكررت كلمة بار لتأكيد وصول شحنات أو حمولات خارجية على الساحل
- جرداب وهي كلمة محرفة عن گردآب وتعني دوامة مائية
- شهركان وهي كلمة محرفة عن شهركوهنه وتعني البلدة القديمة
- سلماباد وهي كلمة محرفة عن سلم آباد وتعني معمورة السلام وقيل فيها أيضاً أقوال أخرى.
- كرباباد الباحث التاريخي والتراثي علي أكبر بوشهري ارجع اسم القرية الي انه اسم مركب من كلمتين فارسيتين الأولى كلمة كربة أي عشب أو نبات بري (علف)و اباد تعني روضة أوأرض، أوحديقة، أي أرض الاعشاب حيث تكثر حول هذا القرية الاعشاب البرية.
- دمستان وهي تعني طرف الأرض
- ديه وهي تعني القرية
- كرانة وهي تعني ساحل أو حافة
- دراز وهي تعني طويل وقد يقصد بها المدينة أو القرية الطويلة الممتدة على الشريط الساحلي
- المنامة وقد تكون مكونة من كلمتين من ونامه، ومن تعني أنا، ونامه تعني خطاب أو رسالة
- سماهيج يقول الباحث جعفر يتيم في صحيفة سماهيج الإلكترونية بأن كلمة ماشي ماهي أوميش ماهيك جائت في المصادر الفارسية القديمة وتدخل في مجموعة من المعاني المتعددة مثلاً (السمكة الكبيرة، سمكة الجزيرة، السمكة، نعجة السمك، لحم السمك، السمكات الثلاث), ولا يزال الكتاب الإيرانيون حينما يوردون كلمة مشماهيج أو مشماهيك في كتاباتهم التاريخية والجغرافية في الوقت الحالي فانهم يطلقونها بالوصف على مجموعة جزرالبحرين MISHMÂHIG ISLANDS قاطبة وليس على جزيرة المحرق الحالية (سماهيج التاريخية) فحسب مما يدلل على أن هذا الاسم يطلق على إقليم أو منطقة وفي ذلك فان لهم استدلاتهم العلمية من خلال النصوص التاريخية والجغرافية والحدود الدولية السابقة لفترة حكم الأسرة البارثية والإمبراطورية الساسانية وما بعدهما من الدول المتعاقبة على حكم بلاد فارس.

وقد أضيفت (ال) التعريف العربية على معظم هذه الأسماء وكذلك هناك الكثير من المناطق الأخرى التي تم تغيير أسمائها الرسمية كمنطقة العدلية في العاصمة المنامة. وهي كانت معروفة منذ القدم ب (ظلم آباد وتُلفظ ب (زلماباد) كمنطقة سلماباد، وتعني معمورة الظلم. وقد تم تغيير الاسم بعد الاستقلال بشكل معكوس، وأصبحت تُعرف بالعدلية أي مدينة العدل عكس ما كانت تعني سابقاً بمدينة الظلم. ولا زال كبار السن يسمونها بإسمها القديم.

## المشاركة السياسية
هناك الكثير من السياسيين العجم المشهورين في البحرين ونذكر منهم
- عبد الحسين ميرزا وزير الطاقة والبترول الحالي وهو أول وزير بحريني من العجم
- احمد ساعاتي عضو مجلس النواب
- عبد الرحمن جواهري
- سوسن حاجي غلوم تقوي. عضوة مجلس الشورى
- موسى الأنصاري أمين عام جمعية الإخاء الوطنية
- يوسف قدرت امرالله نائب أمين عام جمعية الإخاء الوطني

العجم و14 فبراير:
لقد انقسم العجم بين مؤيد ومعارض لما يسمى ثورة 14 فبراير. فجمعية الإخاء الوطني إحدى الجمعيات المعارضة الست المؤيدة لحركة 14 فبراير. والجدير بالذكر أن جميع مؤسسي وأعضاء جمعية الإخاء هم من عجم المحرق، في حين وقف أعضاء مجلس الشورى العجم كل من احمد الساعاتي وسوسن تقوي في صف السلطة.
وخلاصة القول أن الكفتين متساويتين بالنسبة للمؤيدين لثورة 14 فبراير والمؤيدين للسلطة وأغلب عجم المنامة هم من المؤيدين للسلطة أو من الفئة الصامتة التي تنأى بنفسها من الخوض في النزاعات السياسية.

## المأكولات
وأحد المأكولات المحلية البارزة البحرين هو «المهياوه»، التي تستهلك في جنوب إيران كذلك، هو مصنوعة من السمك وزيت السمك وتناوله مع الخبز أو غيرها من المواد الغذائية.. في الماضي كان العجم والهولة في البحرين هم من يخبز الخبز المحلي. آخر طعاما شهيا هو "Pishoo" المصنوع من ماء الورد (Golab) والجيلاتين. المواد الغذائية المستهلكة الأخرى تتشابه المطبخ الفارسي. وهناك الآش وخرش.

## المآتم
عجم البحرين لهم مآتم وحسينيات كثيرة منها
- مأتم العجم الكبير في المنامة (في الصورة)
- حسينية الجهرمية في المنامة
- مأتم مشبر في المنامة
- مأتم سيد محمود في المحرق
- مأتم كريمي في المحرق
- مأتم الكراشية في المحرق
- مأتم شهابي في المحرق
- مأتم ومسجد الحالة في المحرق
- مأتم خدارسون في القضيبية
- مأتم عبد الله ترك في القضيبية
- مأتم العدلية للرجال في العدلية

وهناك أيضًا الكثير من المآتم، ويمارسون الشعائر الدينية التي تمثل طائفتهم الشيعية وهناك مواكب عزاء تخرج من هذه المأتم إلى الفرجان التي حولها.